# 张志愿
张志愿（1951年5月2日—），男，江苏吴江人，中国口腔颌面外科学专家，上海交通大学医学院附属第九人民医院主任医师，中国工程院院士。

## 生平
1975年毕业于上海第二医学院口腔系，1991年获上海第二医科大学医学博士学位。2015年当选为中国工程院院士。